# Stenis
Stenis – bis 1975: Vika station – ist ein Ort (Tätort) in der Gemeinde Mora der schwedischen Provinz Dalarnas län sowie der historischen Provinz Dalarna. Seit 2015 wird der frühere Småort als Tätort unter der Bezeichnung Stenis och Vika geführt, nachdem er mit dem südlich anschließenden Södra Vika faktisch zusammengewachsen ist.
Der Ort ist liegt unweit des nordwestlichen Endes des Sees Siljan. Durch Stenis führt der Riksväg 26, der auf diesem Abschnitt zugleich als Europastraße 45 ausgezeichnet ist. In Stenis befindet sich die Vika-Schule.
Der Bahnhof Vika an der Inlandsbahn ist ohne Nutzung. Die Strecke südlich von Vika ist stillgelegt, die Strecke in Richtung Mora ist ohne Verkehr mit dem Vermerk „Underhåll har upphört“.